# Resolució 256 del Consell de Seguretat de les Nacions Unides
La Resolució 256 del Consell de Seguretat de les Nacions Unides, aprovada per unanimitat el 16 d'agost de 1968 després de dos atacs aeris a Jordània llançats per Israel, el Consell va declarar que no es poden tolerar greus violacions de l'alto el foc. El Consell va lamentar la pèrdua de vides i el gran dany causat als béns i va condemnar els nous atacs militars llançats per Israel com a flagrants violacions de la Carta de les Nacions Unides i va advertir que si es repetissin aquests atacs, el Consell hauria de tenir degudament en compte l'incompliment de la present resolució.